# Tramwaje w Mariańskich Łaźniach
Tramwaje w Mariańskich Łaźniach − zlikwidowany system komunikacji tramwajowej w czeskim mieście Mariańskie Łaźnie, działający w latach 1902−1952.

## Historia
Tramwaje w Mariańskich Łaźniach uruchomiono 12 maja 1902. Rozstaw szyn na linii wynosił 1000 mm. Linia tramwajowa połączyła dworzec kolejowy z uzdrowiskiem. Jedyna w mieście linia tramwajowa miała długość 2,3 km, a napięcie w sieci trakcyjnej wynosiło 580 V prądu stałego. W 1929 wyremontowano całą linię. 27 kwietnia 1952 linię tramwajową zastąpiono linią trolejbusową. Zajezdnia tramwajowa znajdowała się w pobliżu dworca kolejowego. 

## Tabor
Pierwsze tramwaje dla Mariańskich Łaźni wyprodukowała w 1902 firmy Ganz i Oerlikon. Były to 4 tramwaje silnikowe z 16 miejscami do siedzenia oraz 2 wagony doczepne z 14 miejscami do siedzenia. Tramwajom silnikowym nadano nr od 1 do 4, a wagonom doczepnym nr 21 i 22. W 1903 firmy Ringhoffer i Ganz wyprodukowały 2 tramwaje silnikowe z 18 miejscami siedzącymi i 12 stojącymi. Także w tym roku firma Ringoffer wyprodukowała 2 wagony doczepne. W 1932 firmy Česká Lípa i Siemens-Schuckert wyprodukowały 2 tramwaje silnikowe, którym nadano nr 7 i 8. W wagonach było 20 miejsc siedzących i 24 stojące. W 1933 przebudowano wagony silnikowe o nr 1, 3 i 4 na wagony doczepne, którym nadano nr 25−27. Większość wagonów zakończyła eksploatację w 1952, jedynie wagony o nr 7 i 8 zakończyły eksploatację w 1956 w Cieplicach. 